# Кушнир, Алексей Михайлович
Алексей Михайлович Кушнир (19 ноября 1958, Карельская АССР — 9 июля 2021) — руководитель издательского дома «Народное образование» и главный редактор одноимённого журнала (одного из старейших и известнейших в России) и ряда других изданий, в том числе созданных под его руководством и при участии. Известный учёный в области методик преподавания русского языка и ряда других предметов в начальной школе. После учёбы и стажировки в США в 1992—1993 гг. присвоена степень MBA по специальности «антикризисное управление».

## Страницы жизни
Родился в 1958 году в Карелии в День ракетных войск и артиллерии в семье офицера и учительницы. Украинец. С 8-ми лет в Амурской области: Поздеевка, Белогорск, Благовещенск.
В 1975 окончил СШ № 17 в Белогорске и поступил в Благовещенский госпединститут, на факультет иностранных языков.
После окончания пединститута с 1980 по 1982 год работал учителем иностранных языков, физкультуры и начальной военной подготовки. С 1976 по 1989 год по совместительству с учёбой и с занятостью по основному месту работы работал спортивным тренером. По линии матери — учитель в седьмом поколении.
С 1982 по 1986 год преподаватель психологии в Благовещенском госпединституте, аспирант кафедры психологии Московского госпединститута, в 1987 году защитил кандидатскую диссертацию по этнопсихологии.
С 1988 по 1993 год — руководитель Амурского центра научно-технического творчества молодёжи, преобразованного в Территориальный научно-производственный комплекс г. Благовещенска.
С 1989 по 1992 год — депутат Амурского областного Совета народных депутатов, Председатель депутатской комиссии по делам молодёжи.
В 1990—1991 годах — заместитель Председателя горисполкома (заместитель мэра) г. Благовещенска по вопросам транспорта, связи, развития малого предпринимательства и по делам молодёжи.
В 1991—1992 годах — слушатель очного отделения Академии народного хозяйства при СМ СССР, дипломная работа по проблемам регионального развития, квалификация «ведущий специалист управления».
В 1992—1993 годах — учёба и стажировка в США по специальностям «финансовый менеджмент» и «развитие бизнеса» (программа MBA, Американский международный колледж (англ.)). Специализация — антикризисное управление.
С 1993 г. — учредитель и руководитель «Научно-внедренческой фирмы „Школьные технологии“», преобразованной в дальнейшем в Научно-исследовательский Институт школьных технологий, г. Москва.
С 1994 г. — заместитель главного редактора, а с 1996 г. — главный редактор Автономной некоммерческой организации "Редакция «Народное образование».
После 1991 г. надежды и чаяния многих российских учителей были связаны с освобождением отечественной школы от наиболее одиозных проявлений партийного руководства, использованием лучшего опыта советских, российских и зарубежных педагогов в повседневной жизни школы. Отвечая на эти запросы, в журнале «Народное образование» и других изданиях объединения на постоянной основе выходят статьи, освещающие указанные вопросы. Так, один из постоянных авторов журнала в те годы, проф. В. В. Кумарин, подготовил ряд статей по истории мировой и отечественной педагогики «в лицах», где кратко приводились биографии ключевых, по мнению автора, деятелей педагогической науки прошлого, особенно её природосообразного направления (Яна Коменского, Дж. Локка, Адольфа Дистервега, И. Песталоцци, К. Д. Ушинского, А. С. Макаренко и др.) и напоминались основные положения их учений, в том числе в связи с теми вопросами и противоречиями, которые имелись в отечественной школе.
Убедившись, что одной разъяснительной работы в указанном направлении недостаточно, редакцией «Народное образование» и Международной Макаренковской ассоциацией при поддержке Министерства образования и науки РФ, педагогической общественности и российских предпринимателей в 2003 году был учреждён Международный конкурс им. А. С. Макаренко. За прошедшие двенадцать лет в конкурсе приняли участие свыше 300 школ, имеющих собственную производственную инфраструктуру, осуществляющих рентабельную производственную деятельность различного профиля — от сельскохозяйственного и мебельного до информационного и издательского.. Одним из обычаев конкурса является его проведение по возможности в разных областях и городах России. Кроме Москвы конкурсы и чтения проводились во Владимире, Краснодарском крае, Челябинске (дважды), Якутске и др.

### Семейное положение
Был женат. Восемь детей.

## Основные научные труды
А. М. Кушнир является автором нескольких монографий, диссертационного исследования, более сотни статей, более десяти патентов РФ в области технологий обучения, электроники, механики, оружейных систем.

### Монографии
- Азбука чтения : [как правильно учить читать] / Алексей Кушнир. — Москва : Школьные технологии, 1996. — 199 с. ; 24 см. — (Школьные технологии : приложение к науч.-практич. журналу для учителя; № 1-2). — 5000 экз.
- Педагогика иностранного языка / А. М. Кушнир. — Москва : Школьные технологии, 1997. — 192 с. ; 24 см. — (Школьные технологии : науч.-практ. журнал для школьного технолога (завуча) ; № 6). — 10000 экз.
- Уроки чтения и письма в первом классе: учебное пособие на основе сказок А. С. Пушкина : первая четверть / А. Кушнир. — Москва : Школьные технологии, 2001. — 121 с. — (Педагогика здравого смысла) (Профес. библиотека учителя нач. классов). — ISBN 5-87953-149-X
- Уроки письма в первом классе. Наши песни: вторая четверть / А. М. Кушнир. — Москва : Народное образование, 2001. — 63 с. : ил. ; 28 см. — (Профес. б-ка учителя нач. классов) (Педагогика здравого смысла). — 10000 экз.. — ISBN 5-89922-007-4
- Уроки письма в первом классе. Бабушкины песни: [третья четверть] / А. Кушнир. — Москва : Школьные технологии, 2009. — 63 с. : ил. ; 28 см. — (Педагогика здравого смысла). — ISBN 978-5-89922-035-7
- Уроки письма в первом классе. День Победы: [четвёртая четверть] / А. Кушнир. — Москва : Школьные технологии, 2009. — 61 с. : ил. ; 28 см. — (Педагогика здравого смысла). — ISBN 978-5-89922-037-1
- Природосообразная технология обучения чтению и письму А. М. Кушнира / Минобрнауки Респ. Бурятия, Закаменское районное управление образования. — Улан-Удэ : [б. и.], 2008. — 152 с.

### Избранные статьи
- Кушнир А. М. Природосообразность и народная педагогика // Народное образование. 1999. № 1-2. С. 86.
- Кушнир А. М. Феномен Макаренко // Альманах Макаренко, 2008, № 1. С. 3-6.
- Григорьев Д. В., Кушнир А. М. Новая главная точка // Альманах Макаренко, 2008, № 2. С. 7-8.
- Кушнир А. М. и ред. ж-ла «НО». Пора исправить трагическую ошибку КПСС в воспитании! // Альманах Макаренко, 2009, № 1. С. 1-12.
- Кушнир А. М. Победа — неприкосновенный запас души // Народное образование. — 2010. — N 4. — С. 105—108. — Номер вышел под названием «Альманах Победы»
- Кушнир А. М. А. А. Фурсенко и педагогические рецепты А. С. Макаренко // Народное образование. — 2010. — N 5. — С. 223—227
- Кушнир А. М. Зачем мы проводим конкурс им. А. С. Макаренко? // Народное образование. — 2011. — N 8. — С. 99-101.
- Аксёнов С.И., Кушнир А.М. Школьный мини-технопарк в опыте А.С. Макаренко // Народное образование. 2012. № 2 (1415). С. 73-81.
- Вифлеемский А. Б., Кушнир А. М. Педагогическая проза: возможна ли деятельность А. С. Макаренко в современной России? // Народное образование. 2013. № 1 (1424). С. 69-78.
- Кушнир А.М., Илалтдинова Е.Ю. Идеология, практика и потенциал продуктивного образования в контексте наследия А.С. Макаренко // Народное образование. 2014. № 1 (1434). С. 59-69.
- Смирнова А. В., Смойкин Д. Д., Беспалов Д. В., Пятаков Е. О., Толотов А. С., Сычёв В. А., Кушнир А. М. Как помочь подростку отстоять перед сверстниками своё право на нравственное поведение // Вестник практической психологии образования. 2016. № 1 (46). С. 119—126.
- Кушнир А. М. Задача реформирования российского образования: от логики «учебных достижений» к логике «человеческого капитала» // Поволжский педагогический поиск. 2017. № 2 (20). С. 22-29.
- Кушнир А. М., Вифлеемский А. Б. Концептуальный очерк образовательной стратегии на основе теории человеческого капитала и проблема правовой регламентации производственного (трудового) воспитания // Народное образование. 2018. № 5 (1468). С. 7-25.

### Патенты
- Кушнир А. М. Способ обучения ребёнка чтению и письму, предупреждения и коррекции логопедических нарушений // патент на изобретение RUS 2206923 12.03.2002
- Кушнир А. М. Набор принадлежностей для обучения письму // патент на изобретение RUS 2215332 02.10.2002
- Кушнир А. М. Способ обучения иностранным языкам // патент на изобретение RU 2223550 C1. Россия, 2004.

## Награды
- Медаль Пушкина (4 июня 1999 года) — в ознаменование 200-летия со дня рождения А. С. Пушкина, за заслуги в области культуры, просвещения, литературы и искусства[3].
- Медаль «В память 850-летия Москвы» (1997).